# Hans Michael Elias von Obentraut

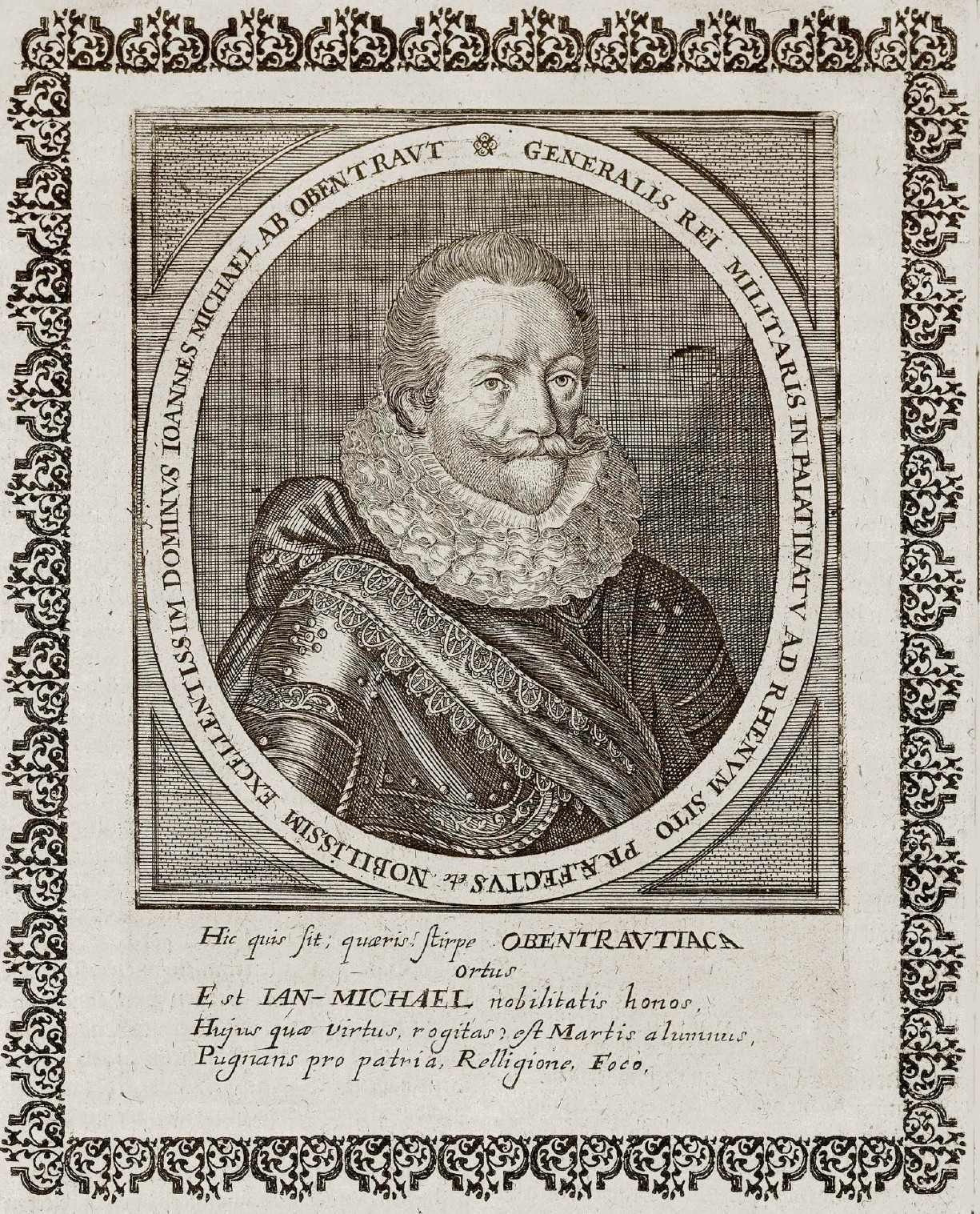
Hans Michael von Obentraut, Kupferstich aus Theatrum Europaeum, 1662

Hans Michael Elias von Obentraut (auch Johann Mich(a)el(l) Elias von Obentraut; * 2. Oktober 1574 bei Kreuznach; † 25. Oktober 1625 in Seelze) war ein deutscher Reitergeneral, der im Dreißigjährigen Krieg auf Seiten der Protestantischen Union kämpfte.

## Leben
Seine Eltern waren Johann Bartel von Obentraut († 4. August 1612), ⚭ 15. April 1573 mit Anna Apollonia Schenk von Schmidtburg (* 1554; † 1625).
Als der Vater kurpfälzischer Rat und Amtmann auf der Stromburg wurde, zog die Familie nach Stromberg.
Hans Michael von Obentraut ging in jungen Jahren in den Kriegsdienst und soll wegen seiner Kühnheit ein gefürchteter Gegner gewesen sein. Im Dreißigjährigen Krieg 1620 bei der Schlacht am Weißen Berg befand er sich im protestantischen Lager. In kurpfälzischen Diensten unter Friedrich V. musste er am 21. August 1621 die Burg Stein wegen der Übermacht der Spanier verlassen. Obentrauts Name wird im September 1621 bei der Entsetzung Frankenthals rühmlich genannt, danach bei Hagenau und im April 1622 bei dem Sieg über Tilly bei Wiesloch. Als 1625 Christian IV. in den Krieg eintrat, kam Obentraut als Generalleutnant zur Armee des Herzogs von Sachsen-Weimar.

## Tod in Seelze
Seinen letzten Sieg trug er als Generalleutnant des Herzogs Johann Ernst von Sachsen-Weimar in Nienburg/Weser davon, als er die Besetzung der Stadt durch die Liga der katholischen Fürsten unter Führung von Tilly verhinderte. Nach diesem Erfolg wollte Obentraut die von Tillys Heer besetzte Festung Calenberg in Schulenburg nahe Pattensen im Handstreich nehmen. Dazu kam es nicht mehr, da es am 25. Oktober 1625 unweit von Hannover bei Seelze zwischen seiner Einheit mit 700 Reitern und 10.000 Mann von Tillys Heer zu einem Kampf kam. Als Obentraut davon erfuhr, soll er der Sage nach seiner Truppe so schnell zur Hilfe geeilt sein, dass er ohne Helm und nur mit einem Stiefel losritt. Im Gefecht wurde er von einer Kugel tödlich getroffen. Er soll im Beisein seines früheren Waffenbruders Tilly gestorben sein, der ihm die Augen geschlossen habe. Der Leichnam Obentrauts wurde in die Festung Calenberg gebracht und erst vier Monate später im Austausch gegen einen führenden Offizier herausgegeben. Dann wurde der Tote zunächst in die St. Aegidienkirche nach Hannover überführt und zwei Jahre später endgültig in der Marktkirche bestattet. Der Kirchenbucheintrag zum Tode Obentrauts lautete:

„Hans Michell v. Obentraut, Königl. Maj. zu Dennemark, Generalleutenandt über die Cavallerie und Oberster, welcher 1625 den 25. October vor Seelse geblieben in S. Georgenkirche uffs Cohr begraben, Uff Juncker Conradt Niclaß v. Obentraut provision den 28. Febr.“

## Obentrautdenkmal

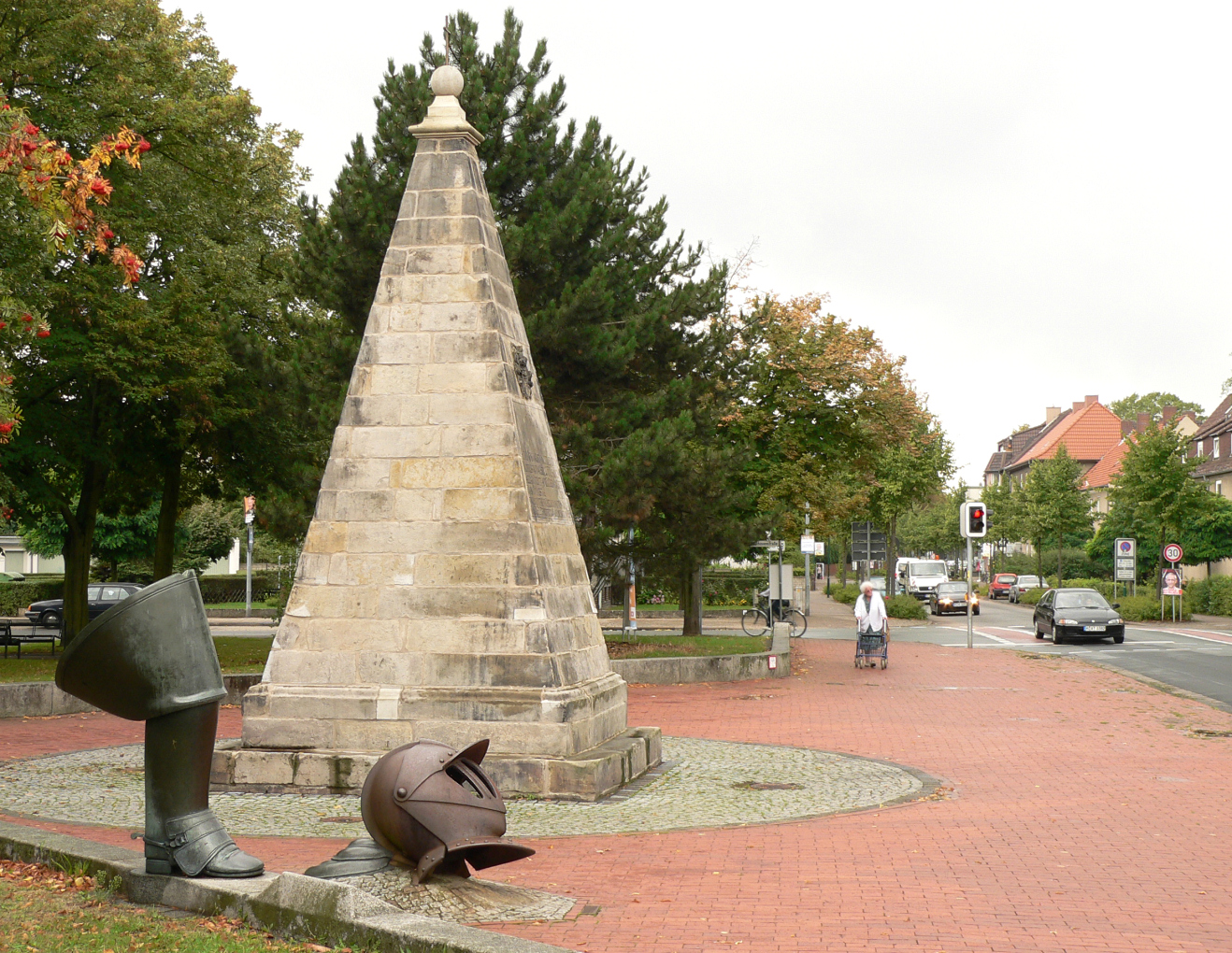
Obentrautdenkmal in Seelze

Zu Ehren von Obentraut entstand in Seelze an der Stelle, an der er tödlich verwundet wurde, ein rund 6 m hohes Denkmal in Form einer Steinpyramide. Der Stifter ist nicht bekannt, als Auftraggeber wird die Familie von Obentraut vermutet. Angefertigt wurde es 1630 vom hannoverschen Bildhauer Jeremias Sutel (1587–1631), dessen Meistermarke unterhalb der Inschrift erscheint. Die erneuerte lateinische Inschrift lautet in der Übersetzung nach Walter Lampe:

„Gott, dem besten, größten geweiht. Dies Denkmal dem unerschrockenen, sehr edlen und heldenhaften Herrn Johann Michael von Obentraut, rheinischer Ritter der Königlich Dänischen Majestät Christian IV. General-Leutnant der Reiterei, der hier am Tage des Mars 25. Oktober 1625 tapfer für Vaterland und Freiheit fiel.“

Im Jahre 1989 wurden neben dem Denkmal ein Reitstiefel und ein Helm als übergroße Metallgegenstände aufgestellt. Sie weisen auf die Ausrüstungsteile hin, ohne die sich Obentraut der Sage nach in das Schlachtgetümmel gestürzt haben soll. Am Denkmal in der Ortsmitte von Seelze führt heute die Hauptdurchgangsstraße vorbei.

## Nachruhm
Die geradezu mythische Verehrung, die Obentraut bereits zu Lebzeiten in protestantischen Kreisen genoss, setzte sich über den Tod hinaus fort. Bereits wenige Wochen nach seinem Tod setzte ihm Balthasar Venator ein literarisches Denkmal. Venators Freund Julius Wilhelm Zincgref überlieferte einige Aphorismen Obentrauts, darunter seine Antwort an Tilly auf dem Sterbelager: „Herr General Tilli, diß seind Unglücksblumen, vnd in solchen Gärten pflückt man keine andere“. Ein Lied auf Obentraut nannte ihn: „Oberntraut, die edle Haut“.

## Deutscher Michel
Als Zierde des deutschen Militärs soll er Michael Germanicus (Der teütsche Michael) genannt worden sein – wofür sich allerdings bisher noch in keiner Quelle aus dem Dreißigjährigen Krieg ein Beleg gefunden hat. Der Erste, der dies behauptete, war Philipp Andreas Oldenburger im Jahr 1668. Oldenburgers wissenschaftlicher Ruf war allerdings bereits zu seinen Lebzeiten umstritten. Die Schrift erschien unter dem Pseudonym „Philipp Andreas Burgoldensis“ mit fingiertem Druckort „Freistad“ (= Genf).

### Belletristik
- Harry Vosberg: Michel Obentraut. Roman. Scherl, Berlin 1925.

## Belege
1. ↑  J. E. Heß: Obentraut, Hans Michael Elias von. In: Allgemeine Deutsche Biographie (ADB). Band 24, Duncker & Humblot, Leipzig 1887, S. 85 f (Hier S. 86 oben).
2. ↑  Stadt Seelze: Obentrautdenkmal (Seite nicht mehr abrufbar, festgestellt im Juni 2025. Suche in Webarchiven)  Info: Der Link wurde automatisch als defekt markiert. Bitte prüfe den Link gemäß Anleitung und entferne dann diesen Hinweis.
3. ↑  Balthasar Venator: Klagschrifft vber den Tödlichen Hintrit deß Edlen Teutschen Helden Michaels von Obentraut. o. O. [Straßburg] 1625, 4 Bl.
4. ↑  Julius Wilhelm Zincgref: Der Teutschen Scharpfsinnige Kluge Sprüch / Apophthegmata genannt. Straßburg 1639, S. 207 f. (eingeschränkte Vorschau in der Google-Buchsuche).
5. ↑  Johannes Bilger: Veredicus Germanus, der Teutsche Warsager. o. O. 1630, S. 50: „weil Oberntraut / die Edle Haut / etc. … ins Graß gebissen.“ (eingeschränkte Vorschau in der Google-Buchsuche).
6. ↑  Philipp Andreas Burgoldensis (= Oldenburger): Notitia Rerum Illustrium Imperii Romano-Germanici. I, 1. Aufl. Freistad (= Genf) 1668, S. 105, S. 129 f., 2. Aufl. Freistad (= Genf) 1669, S. 75, S. 92.

| Personendaten    | Personendaten |
| ---------------- | --- |
| NAME             | Obentraut, Hans Michael Elias von |
| ALTERNATIVNAMEN  | Obentraut, Hans-Michael Elias von; Obentraut, Johann Michael von; Obentraut, Johann Michael Elias von; Der teutsch Michel; Obentraut, Johann Michel Elias von; Obentraut, Hans Michel Elias von; Obentraut, Hanß Michell von; Obentraut, Michel; Obentraut, Hans Michell von; Deutscher Michel |
| KURZBESCHREIBUNG | pfälzischer Reitergeneral im Dreißigjährigen Krieg |
| GEBURTSDATUM     | 2. Oktober 1574 |
| GEBURTSORT       | Stromburg bei Stromberg |
| STERBEDATUM      | 25. Oktober 1625 |
| STERBEORT        | Seelze bei Hannover |